# Reichstagswahlkreis Pfalz (Bayern) 6

Die Wahlkreisaufteilung des Deutschen Reichs.

Der Reichstagswahlkreis Pfalz (Bayern) 6 war ein Wahlkreis für die Reichstagswahlen im Deutschen Reich 1868 bis 1918.

## Allgemeines
Der Reichstagswahlkreis Pfalz (Bayern) 6 (auch Reichstagswahlkreis Kaiserslautern-Kirchheimbolanden genannt) umfasste die Städte Kaiserslautern und Kirchheimbolanden sowie die umliegenden Bezirksämter. Der Wahlkreis hatte eine Fläche von 1235,82 Quadratkilometer und 1871 109.269 Einwohner (88,41 Einwohner/km²). 1910 betrug die Einwohnerzahl 157.482 (127,43 Einwohner/km²). Konfessionell lag der Anteil der Protestanten deutlich über dem der Katholiken. 1871 (1910) betrug der Anteil der Katholiken 29,2 % (28,6 %) und der der Protestanten 72,7 % (69,3 %). Der Wahlkreis war ländlich geprägt. 58 % der Einwohner lebte in Orten mit weniger als 2000 Einwohnern.

## Abgeordnete
| Wahl                         | Abgeordneter         | Partei                  | Bild |
| ---------------------------- | -------------------- | ----------------------- | ---- |
| Zollparlamentswahl 1868      | Georg Friedrich Kolb | DVP                     |      |
| Reichstagswahl 1871          | Carl Ludwig Golsen   | NLP                     |      |
| Ergänzungswahl 1873 bis 1874 | Julius Petersen      | NLP                     | 0    |
| Reichstagswahl 1874 bis 1881 | August Zinn          | Fortschrittspartei      |      |
| Reichstagswahl 1881          | Jean Janson          | NLP                     | 0    |
| Reichstagswahl 1884          | Georg Grohé          | DVP                     | 0    |
| Reichstagswahl 1887          | Johannes von Miquel  | NLP                     |      |
| Reichstagswahl 1890 bis 1898 | Ulrich Brunck        | NLP                     | 0    |
| Reichstagswahl 1898          | Gustav Roesicke      | BdL                     |      |
| Reichstagswahl 1903          | Otto Sartorius       | Freisinnige Volkspartei | 0    |
| Ergänzungswahl 1906          | Carl Schmidt         | NLP                     | 0    |
| Reichstagswahl 1907          | Gustav Roesicke      | BdL                     |      |
| Reichstagswahl 1912          | Johannes Hoffmann    | SPD                     |      |

## Wahlen

### Zollparlamentswahl 1868
Bei der Zollparlamentswahl 1868 fand nur ein Wahlgang statt. Die Zahl der Wahlberechtigten betrug 19.539, die Zahl der Wähler 7.760. Die Wahlbeteiligung betrug 39,7 %.
| Kandidat             | Partei                     | Stimmen | in %   | Anmerkungen |
| -------------------- | -------------------------- | ------- | ------ | ----------- |
| Georg Friedrich Kolb | DVP                        | 7217    | 93,0 % | 0           |
| 0                    | Bayerische Patriotenpartei | 442     | 5,7 %  | 0           |

### Reichstagswahl 1871
Bei der Reichstagswahl 1871 fand nur ein Wahlgang statt. Die Zahl der Wahlberechtigten betrug 21.036, die Zahl der Wähler 10.530. Die Wahlbeteiligung betrug 50,6 %.
| Kandidat           | Partei                     | Stimmen | in %   | Anmerkungen |
| ------------------ | -------------------------- | ------- | ------ | ----------- |
| Carl Ludwig Golsen | NLP                        | 7926    | 74,6 % | 0           |
| 0                  | NLP                        | 2650    | 24,9 % | 0           |
| 0                  | Bayerische Patriotenpartei | 54      | 0,4 %  | 0           |

### Ergänzungswahl 1873
Bei der Ergänzungswahl 1873 fand nur ein Wahlgang statt. Die Zahl der Wahlberechtigten betrug 22.004, die Zahl der Wähler 6.095.
| Kandidat        | Partei | Stimmen | in %   | Anmerkungen |
| --------------- | ------ | ------- | ------ | ----------- |
| Julius Petersen | NLP    | 5238    | 85,9 % | 0           |
| 0               | DVP    | 841     | 13,8 % | 0           |

### Reichstagswahl 1874
Bei der Reichstagswahl 1874 fand nur ein Wahlgang statt. Die Zahl der Wahlberechtigten betrug 22.984, die Zahl der Wähler 15.081. Die Wahlbeteiligung betrug 65,5 %.
| Kandidat    | Partei                     | Stimmen | in %   | Anmerkungen |
| ----------- | -------------------------- | ------- | ------ | ----------- |
| August Zinn | Fortschrittspartei         | 11.209  | 74,5 % | 0           |
| 0           | DVP                        | 421     | 2,8 %  | 0           |
| 0           | Bayerische Patriotenpartei | 3.420   | 22,7 % | 0           |

### Reichstagswahl 1877
Bei der Reichstagswahl 1877 fand nur ein Wahlgang statt. Die Zahl der Wahlberechtigten betrug 22.592, die Zahl der Wähler 14.430. Die Wahlbeteiligung betrug 64,0 %.
| Kandidat    | Partei                       | Stimmen | in %   | Anmerkungen |
| ----------- | ---------------------------- | ------- | ------ | ----------- |
| August Zinn | Fortschrittspartei           | 9611    | 67,7 % | 0           |
| 0           | Deutsche Konservative Partei | 162     | 1,1 %  | 0           |
| 0           | Bayerische Patriotenpartei   | 3098    | 21,5 % | 0           |
| 0           | Sonstige                     | 15491   | 10,7 % | 0           |

### Reichstagswahl 1878
Bei der Reichstagswahl 1878 fand nur ein Wahlgang statt. Die Zahl der Wahlberechtigten betrug 24.456, die Zahl der Wähler 14.813. Die Wahlbeteiligung betrug 60,6 %.
| Kandidat    | Partei                     | Stimmen | in %   | Anmerkungen |
| ----------- | -------------------------- | ------- | ------ | ----------- |
| 0           | SPD                        | 173     | 1,2 %  | 0           |
| August Zinn | Fortschrittspartei         | 9821    | 66,3 % | 0           |
| 0           | DVP                        | 67      | 0,4 %  | 0           |
| 0           | Bayerische Patriotenpartei | 3165    | 21,4 % | 0           |
| 0           | Sonstige                   | 1578    | 106 %  | 0           |

### Reichstagswahl 1881
Bei der Reichstagswahl 1881 fanden zwei Wahlgänge statt. Die Zahl der Wahlberechtigten im ersten Wahlgang betrug 24.298, die Zahl der Wähler 11.901. Die Wahlbeteiligung betrug 49,1 %.
| Kandidat    | Partei                     | Stimmen | in %   | Anmerkungen |
| ----------- | -------------------------- | ------- | ------ | ----------- |
| 0           | SPD                        | 117     | 1,0 %  | 0           |
| Jean Janson | NLP                        | 5687    | 47,8 % | 0           |
| 0           | Linksliberale              | 47      | 0,4 %  | 0           |
| 0           | DVP                        | 3642    | 30,6 % | 0           |
| 0           | Bayerische Patriotenpartei | 1728    | 14,5 % | 0           |
| 0           | Sonstige                   | 545     | 5,4 %  | 0           |

In der Stichwahl betrug die Zahl der Wähler 18.014. Die Wahlbeteiligung betrug 74,3 %.
| Kandidat    | Partei | Stimmen | in %   | Anmerkungen |
| ----------- | ------ | ------- | ------ | ----------- |
| Jean Janson | NLP    | 10.180  | 56,5 % | 0           |
| 0           | DVP    | 7.834   | 43,5 % | 0           |

### Reichstagswahl 1884
Bei der Reichstagswahl 1884 fanden zwei Wahlgänge statt. Die Zahl der Wahlberechtigten beim ersten Wahlgang betrug 25.165, die Zahl der Wähler 14.871. Die Wahlbeteiligung betrug 59,2 %.
| Kandidat    | Partei                     | Stimmen | in %   | Anmerkungen |
| ----------- | -------------------------- | ------- | ------ | ----------- |
| 0           | SPD                        | 335     | 2,2 %  | 0           |
| 0           | NLP                        | 7020    | 47,2 % | 0           |
| 0           | Linksliberale              | 499     | 3,4 %  | 0           |
| Georg Grohé | DVP                        | 4833    | 32,5 % | 0           |
| 0           | Bayerische Patriotenpartei | 2182    | 14,7 % | 0           |

Bei der Stichwahl betrug die Zahl der Wähler 19.801. Die Wahlbeteiligung betrug 78,9 %.
| Kandidat    | Partei | Stimmen | in %   | Anmerkungen |
| ----------- | ------ | ------- | ------ | ----------- |
| Georg Grohé | DVP    | 10.327  | 52,2 % | 0           |
| 0           | NLP    | 9474    | 47,8 % | 0           |

### Reichstagswahl 1887
Bei der Reichstagswahl 1887 fand nur ein Wahlgang statt. Die Zahl der Wahlberechtigten betrug 26.268, die Zahl der Wähler 22.639. Die Wahlbeteiligung betrug 86,4 %.
| Kandidat            | Partei | Stimmen | in %   | Anmerkungen |
| ------------------- | ------ | ------- | ------ | ----------- |
| 0                   | SPD    | 616     | 2,7 %  | 0           |
| Johannes von Miquel | NLP    | 12.978  | 57,3 % | 0           |
| 0                   | DVP    | 9045    | 40,6 % | 0           |

### Reichstagswahl 1890
Bei der Reichstagswahl 1890 fand ein Wahlgang statt. Die Zahl der Wahlberechtigten betrug 26.627, die Zahl der Wähler 20.179. Die Wahlbeteiligung betrug 75,9 %.
| Kandidat            | Partei  | Stimmen | in %   | Anmerkungen                       |
| ------------------- | ------- | ------- | ------ | --------------------------------- |
| Philipp August Rüdt | SPD     | 1659    | 8,2 %  | 0                                 |
| Johannes von Miquel | NLP     | 10.108  | 50,1 % | 0                                 |
| Grohé               | DVP     | 5916    | 29,3 % | Gutsbesitzer in Hambach           |
| Baumann             | Zentrum | 2487    | 12,3 % | Ökonom und Bürgermeister in Hördt |

### Ersatzwahl 1890
Bei der Ersatzwahl 1890 fanden zwei Wahlgänge statt. Die Zahl der Wahlberechtigten beim ersten Wahlgang betrug 26.627, die Zahl der Wähler 16.791. Die Wahlbeteiligung betrug 63,0 %.
| Kandidat            | Partei                          | Stimmen | in %   | Anmerkungen |
| ------------------- | ------------------------------- | ------- | ------ | ----------- |
| Philipp August Rüdt | SPD                             | 2036    | 12,2 % | 0           |
| Ulrich Brunck       | NLP                             | 8352    | 49,8 % | 0           |
| Grohé               | DVP (unterstützt durch Zentrum) | 6347    | 38,0 % | 0           |

Bei der Stichwahl betrug die Zahl der Wähler 20.931. Die Wahlbeteiligung betrug 78,6 %.
| Kandidat      | Partei                          | Stimmen | in %   | Anmerkungen |
| ------------- | ------------------------------- | ------- | ------ | ----------- |
| Ulrich Brunck | NLP                             | 10.648  | 50,9 % | 0           |
| Grohé         | DVP (unterstützt durch Zentrum) | 10.260  | 49,1 % | 0           |

### Reichstagswahl 1893
Bei der Reichstagswahl 1893 fanden zwei Wahlgänge statt. Die Zahl der Wahlberechtigten beim ersten Wahlgang betrug 27.480, die Zahl der Wähler 19.948. Die Wahlbeteiligung betrug 72,6 %.
| Kandidat                | Partei  | Stimmen | in %   | Anmerkungen                          |
| ----------------------- | ------- | ------- | ------ | ------------------------------------ |
| Eduard Heinrich Klement | SPD     | 2525    | 12,7 % | 0                                    |
| Ulrich Brunck           | NLP     | 9948    | 49,9 % | 0                                    |
| Mayer                   | DVP     | 4888    | 24,5 % | Landwirt und Bürgermeister in Ramsen |
| Baumann                 | Zentrum | 2551    | 12,8 % | 0                                    |

Bei der Stichwahl betrug die Zahl der Wähler 23.099. Die Wahlbeteiligung betrug 84,1 %.
| Kandidat      | Partei | Stimmen | in %   | Anmerkungen |
| ------------- | ------ | ------- | ------ | ----------- |
| Ulrich Brunck | NLP    | 12.351  | 53,6 % | 0           |
| Mayer         | DVP    | 10.686  | 46,4 % | 0           |

### Reichstagswahl 1898
Bei der Reichstagswahl 1898 fanden zwei Wahlgänge statt. Die Zahl der Wahlberechtigten beim ersten Wahlgang betrug 29.391, die Zahl der Wähler 19.015. Die Wahlbeteiligung betrug 64,7 %.
| Kandidat                | Partei  | Stimmen | in %   | Anmerkungen |
| ----------------------- | ------- | ------- | ------ | ----------- |
| Eduard Heinrich Klement | SPD     | 4993    | 26,3 % | 0           |
| Ulrich Brunck           | NLP     | 784     | 4,1 %  | 0           |
| Ludwig Quidde           | DVP     | 4219    | 22,2 % | 0           |
| Baumann                 | Zentrum | 2855    | 15,1 % | 0           |
| Gustav Roesicke         | BdL     | 6078    | 32,1 % | 0           |

Bei der Stichwahl betrug die Zahl der Wähler 21.199. Die Wahlbeteiligung betrug 72,1 %.
| Kandidat                | Partei | Stimmen | in %   | Anmerkungen |
| ----------------------- | ------ | ------- | ------ | ----------- |
| Eduard Heinrich Klement | SPD    | 10.146  | 48,1 % | 0           |
| Gustav Roesicke         | BdL    | 10.930  | 51,9 % | 0           |

### Reichstagswahl 1903
Bei der Reichstagswahl 1903 fanden zwei Wahlgänge statt. Die Zahl der Wahlberechtigten beim ersten Wahlgang betrug 32.045, die Zahl der Wähler 25.450. Die Wahlbeteiligung betrug 79,4 %.
| Kandidat                | Partei                  | Stimmen | in %   | Anmerkungen        |
| ----------------------- | ----------------------- | ------- | ------ | ------------------ |
| Eduard Heinrich Klement | SPD                     | 7009    | 27,6 % | 0                  |
| Otto Sartorius          | Freisinnige Volkspartei | 8024    | 31,6 % | 0                  |
| Andreas Kempf           | Zentrum                 | 4248    | 16,7 % | Pfarrer in Gerbach |
| Gustav Roesicke         | BdL                     | 6114    | 24,1 % | 0                  |

Bei der Stichwahl betrug die Zahl der Wähler 21.550. Die Wahlbeteiligung betrug 67,2 %.
| Kandidat                | Partei                  | Stimmen | in %   | Anmerkungen |
| ----------------------- | ----------------------- | ------- | ------ | ----------- |
| Eduard Heinrich Klement | SPD                     | 9769    | 44,1 % | 0           |
| Otto Sartorius          | Freisinnige Volkspartei | 11.366  | 55,9 % | 0           |

### Ergänzungswahl 1906
Bei der Ergänzungswahl 1906 fanden zwei Wahlgänge statt. Die Zahl der Wahlberechtigten beim ersten Wahlgang betrug 30.889, die Zahl der Wähler 25.514. Die Wahlbeteiligung betrug 77,6 %.
| Kandidat                | Partei                                   | Stimmen | in %   | Anmerkungen |
| ----------------------- | ---------------------------------------- | ------- | ------ | ----------- |
| Eduard Heinrich Klement | SPD                                      | 7568    | 29,6 % | 0           |
| Carl Schmidt            | NLP (unterstützt durch DVP und Freisinn) | 7665    | 29,6 % | 0           |
| Andreas Kempf           | Zentrum                                  | 3784    | 14,8 % | 0           |
| Gustav Roesicke         | BdL                                      | 6597    | 25,9 % | 0           |

Bei der Stichwahl betrug die Zahl der Wähler 22.171. Die Wahlbeteiligung betrug 66,4 %.
| Kandidat                | Partei | Stimmen | in %   | Anmerkungen |
| ----------------------- | ------ | ------- | ------ | ----------- |
| Eduard Heinrich Klement | SPD    | 9527    | 44,1 % | 0           |
| Carl Schmidt            | NLP    | 12.060  | 55,9 % | 0           |

### Reichstagswahl 1907
Bei der Reichstagswahl 1907 fanden zwei Wahlgänge statt. Die Zahl der Wahlberechtigten beim ersten Wahlgang betrug 33.414, die Zahl der Wähler 27.475. Die Wahlbeteiligung betrug 82,2 %.
| Kandidat                | Partei                          | Stimmen | in %   | Anmerkungen         |
| ----------------------- | ------------------------------- | ------- | ------ | ------------------- |
| Eduard Heinrich Klement | SPD                             | 7629    | 27,8 % | 0                   |
| Carl Schmidt            | Linksliberale                   | 273     | 1,0 %  | 0                   |
| Friedrich Scheu         | DVP                             | 4072    | 14,9 % | 0                   |
| Andreas Kempf           | Zentrum                         | 4413    | 16,1 % | 0                   |
| Florenz Hahn            | CS                              | 44      | 0,2 %  | Redakteur aus Essen |
| Gustav Roesicke         | BdL (durch die NLP unterstützt) | 10.979  | 40,0 % | 0                   |

Heinrich Stauffer
Bei der Stichwahl betrug die Zahl der Wähler 28.685. Die Wahlbeteiligung betrug 85,8 %.
| Kandidat                | Partei | Stimmen | in %   | Anmerkungen |
| ----------------------- | ------ | ------- | ------ | ----------- |
| Eduard Heinrich Klement | SPD    | 13.689  | 48,2 % | 0           |
| Gustav Roesicke         | BdL    | 14.727  | 51,8 % | 0           |

### Reichstagswahl 1912
Bei der Reichstagswahl 1912 fanden zwei Wahlgänge statt. Die Zahl der Wahlberechtigten beim ersten Wahlgang betrug 34.863, die Zahl der Wähler 29.600. Die Wahlbeteiligung betrug 84,9 %.
| Kandidat          | Partei        | Stimmen | in %   | Anmerkungen               |
| ----------------- | ------------- | ------- | ------ | ------------------------- |
| Johannes Hoffmann | SPD           | 11.306  | 38,4 % | 0                         |
| Hummel            | Linksliberale | 8401    | 28,5 % | Gutsbesitzer aus Malsbach |
| Gustav Roesicke   | BdL           | 9770    | 33,1 % | 0                         |

Bei der Stichwahl betrug die Zahl der Wähler 28.094. Die Wahlbeteiligung betrug 80,6 %.
| Kandidat          | Partei                        | Stimmen | in %   | Anmerkungen |
| ----------------- | ----------------------------- | ------- | ------ | ----------- |
| Johannes Hoffmann | SPD                           | 15.750  | 57,0 % | 0           |
| Gustav Roesicke   | BDL (vom Zentrum unterstützt) | 11.855  | 42,9 % | 0           |